# Chernes beieri
Chernes beieri är en spindeldjursart som beskrevs av Harvey 1991. Chernes beieri ingår i släktet Chernes och familjen blindklokrypare. Inga underarter finns listade i Catalogue of Life.